# Lita
Lita — третий студийный альбом американской исполнительницы Литы Форд, вышедший в 1988 году.
Альбом стал первой работой Форд на лейбле RCA Records, а также первым альбомом под руководством нового менеджера Шэрон Осборн. Для записи и последовавшего промотура к Лите Форд присоединились музыканты Дон Носсов и Мирон Громбахер, последний известен как ударник певицы Пэт Бенатар.
Альбом достиг 29-й строчки в американском чарте Billboard 200, синглы «Close My Eyes Forever» (дуэт с Оззи Осборном) и «Kiss Me Deadly» поднимались до восьмой и двенадцатой позиций соответственно в чарте Billboard Hot 100.
В марте 2023 года группа авторов американского издания Rolling Stone включила композицию «Kiss Me Deadly» данного альбома в список «100 величайших хеви-метал песен всех времён». В этом рейтинге она заняла 33-ю позицию.

## Список композиций
| №  | Название                     | Автор(ы)                            | Длительность |
| -- | ---------------------------- | ----------------------------------- | ------------ |
| 1. | «Back to the Cave»           | Майк Чепмен, Дэвид Эзрин, Лита Форд | 4:01         |
| 2. | «Can't Catch Me»             | Эзрин, Форд, Лемми Килмистер        | 3:58         |
| 3. | «Blueberry»                  | Чепмен                              | 3:47         |
| 4. | «Kiss Me Deadly»             | Мик Смайли                          | 3:59         |
| 5. | «Falling In and Out of Love» | Эзрин, Форд, Никки Сикс             | 5:07         |

| №  | Название                | Автор(ы)          | Длительность |
| -- | ----------------------- | ----------------- | ------------ |
| 6. | «Fatal Passion»         | Эзрин, Форд       | 4:41         |
| 7. | «Under the Gun»         | Форд              | 4:48         |
| 8. | «Broken Dreams»         | Эзрин, Форд       | 5:12         |
| 9. | «Close My Eyes Forever» | Форд, Оззи Осборн | 4:42         |